# Ero pensacolae
Espèce
Ero pensacolae est une espèce d'araignées aranéomorphes de la famille des Mimetidae.

## Distribution
Cette espèce est endémique des États-Unis. Elle se rencontre en Floride et au Texas.

## Étymologie
Son nom d'espèce lui a été donné en référence au lieu de sa découverte, Pensacola.

## Publication originale
- Ivie & Barrows, 1935 : Some new spiders from Florida. Bulletin of the University of Utah, vol. 26, no 6, p. 1-24.